# Acroceratitis maculata
Acroceratitis maculata es una especie de insecto del género Acroceratitis de la familia Tephritidae del orden Diptera.

## Historia
Premlata y Singh la describieron científicamente por primera vez en el año 1988.